# ペランバルール県
ペランバルール県（பெரம்பலூர் ; Perambalur）は、インド南部のタミル・ナードゥ州に属する30の県の一つ。県庁所在地はペランバルール。

## 概要
2001年の国勢調査では、面積3690平方キロメートル、人口118万1029人、人口密度は320人/km2。
南はコッリダム川を挟んでタンジャーヴール県に接し、北はセーラム県およびわずかにヴィリュップラム県と接する。西にはティルッチラーッパッリ県、東にはカダルール県がある。

## 歴史
1995年に、ティルッチラーッパッリ県からカルール県と同時に分離して誕生。2000年に東側がアリヤルール県として分離したが、2003年に再合併した。

## 行政区分

### 郡
ペランバルール県は、以下の6つの郡（タミル語 வட்டம் 「円」 ; 英訳 taluk）に区分けされている。
- ウダイヤールパーライヤム郡（உடையார்பாளையம் ; Udayarpalayam）
- セーナトゥライ郡（சேநதுறை ; Sendurai）
- アリヤルール郡（அரியலூர் ; Ariyalur）
- クンナム郡（குண்ணம் ; Kunnam）？
- ペランバルール郡（பெரம்பலூர் ; Perambalur）
- ヴェーッパンダッタイ郡（வேப்பந்தட்டை ; Veppanthattai）

### 区
ペランバルール県は、以下の10の区（英訳 block）に区分けされている。
- ジェヤンコンダム区（ஜெயங்கொண்டம் ; Jayamkondam）
- アーンディマダム区（ஆண்டிமடம் ; Andimadam）
- セーナトゥライ区（சேநதுறை ; Sendurai）
- ティー・パルール区（டீ பலூர் ; T.Palur）？
- アリヤルール郡（அரியலூர் ; Ariyalur）
- ティルマヌール区（திருமனூர் ; Thirumanur）
- ヴェーップール区（வேப்பூர் ; Veppur）
- アーラットゥール区（ஆலத்தூர் ; Alathur）
- ペランバルール郡（பெரம்பலூர் ; Perambalur）
- ヴェーッパンダッタイ郡（வேப்பந்தட்டை ; Veppanthattai）